# Apeadeiro de Nagosela
O Apeadeiro de Nagosela foi uma uma gare ferroviária da Linha do Dão, que servia a localidade de Nagozela, no distrito de Viseu, em Portugal.

## História

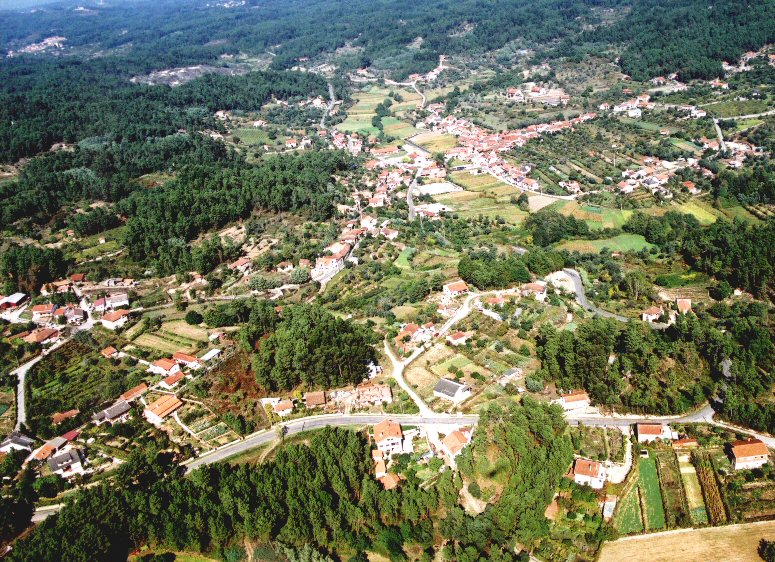
Vista aérea da aldeia de Nagozela.

A Linha do Dão foi  inaugurada no dia 24 de Novembro de 1890, tendo sido aberta à exploração no dia seguinte, pela Companhia Nacional de Caminhos de Ferro.
Em 1934, a Companhia Nacional construiu uma gare e um alpendre para os passageiros nesta gare, que então tinha a denominação de Nagozela e a categoria de paragem. Em 4 de Março de 1939, a Direcção Geral de Caminhos de ferro aprovou um projecto de aviso ao púbico, estabelecendo preços para esta paragem, já com o nome de Nagosela.

Em 1 de Janeiro de 1947, a Companhia Nacional foi integrada na Companhia dos Caminhos de Ferro Portugueses. A Linha do Dão foi encerrada em 1990 e transformada na Ecopista do Dão em 2007-2011.[carece de fontes?]